# Đài tưởng niệm Józef Piłsudski ở Turek

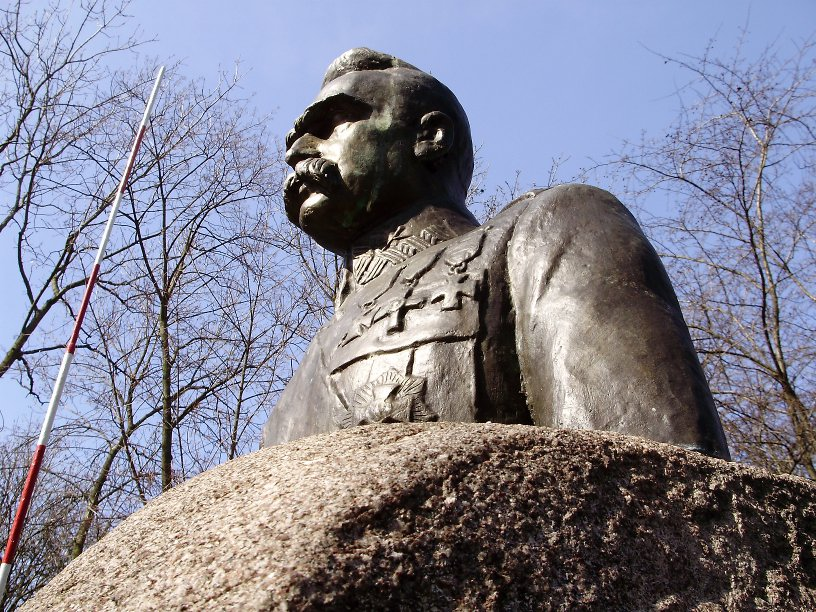
Đài tưởng niệm Józef Piłsudski ở Turek, Ba Lan - Tác giả: Józef Gosławski

Đài tưởng niệm Józef Piłsudski ở Turek (tiếng Ba Lan: Pomnik Józefa Piłsudskiego w Turku) là một tượng đài nổi bật tọa lạc trong Công viên Żermina Składkowska tại Turek, Ba Lan. Tượng đài này được nhà điêu khắc Józef Gosławski thiết kế trong thời gian ông ở Ý. Đây là tác phẩm tham dự cuộc thi do Hiệp hội Adam Mickiewicz tổ chức ở Roma vào năm 1936. Tượng đài này được đúc bằng đồng và đặt trên một bệ đá cao vài mét.Tượng đài khắc họa hình ảnh bán thân của nhà chính trị Józef Piłsudski đang mặc một bộ quân phục.
Nguyên Thủ tướng Felicjan Sławoj Składkowski là người kiến nghị xây dựng tượng đài. Kinh phí thực hiện đến từ hoạt động quyên góp do Hiệp hội Riflemen tổ chức. Ngày 9 tháng 6 năm 1938, Đài tưởng niệm Józef Piłsudski được khánh thành trùng với Lễ khai trương Công viên Żermina Składkowska. Không may, vào tháng 11 năm 1939, dưới sự cưỡng chế của lực lượng Volksdetuche, Tượng đài bị giao nộp tại đồn cảnh sát địa phương. Mãi đến năm 1981, Ủy ban Xã hội kiến nghị khôi phục tượng đài này. Vì không thể tìm ra bức tượng gốc, một tượng đài bán thân khác dành cho nhà chính trị Józef Piłsudski được thay thế vào phần bệ đỡ.

## Ảnh

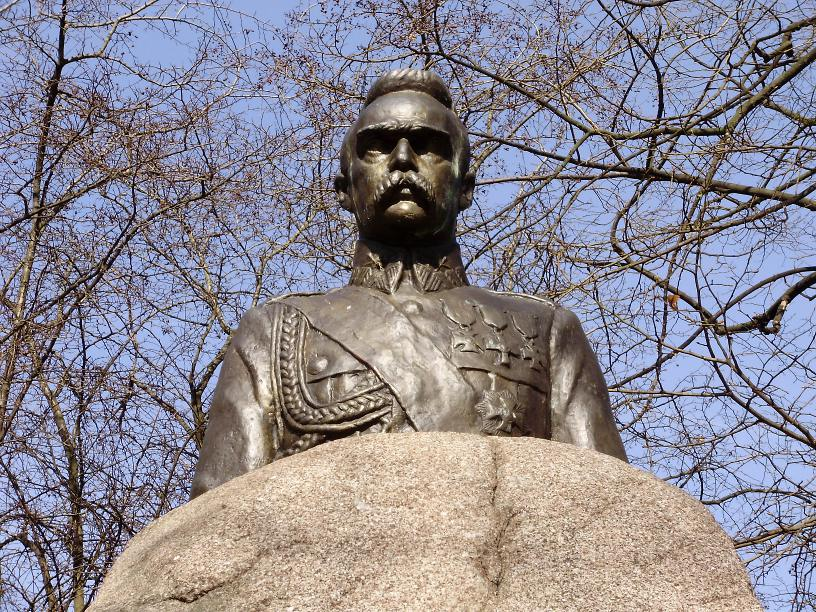
Ảnh chính diện (2010)
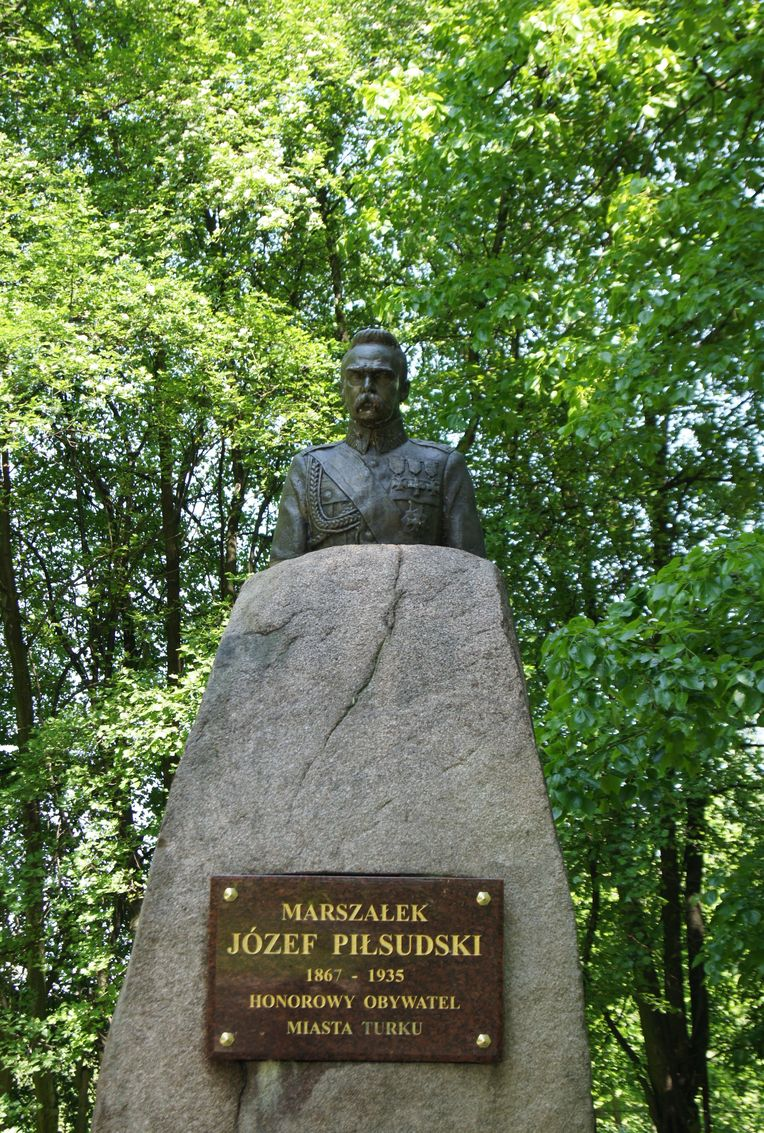
Toàn cảnh (2010)
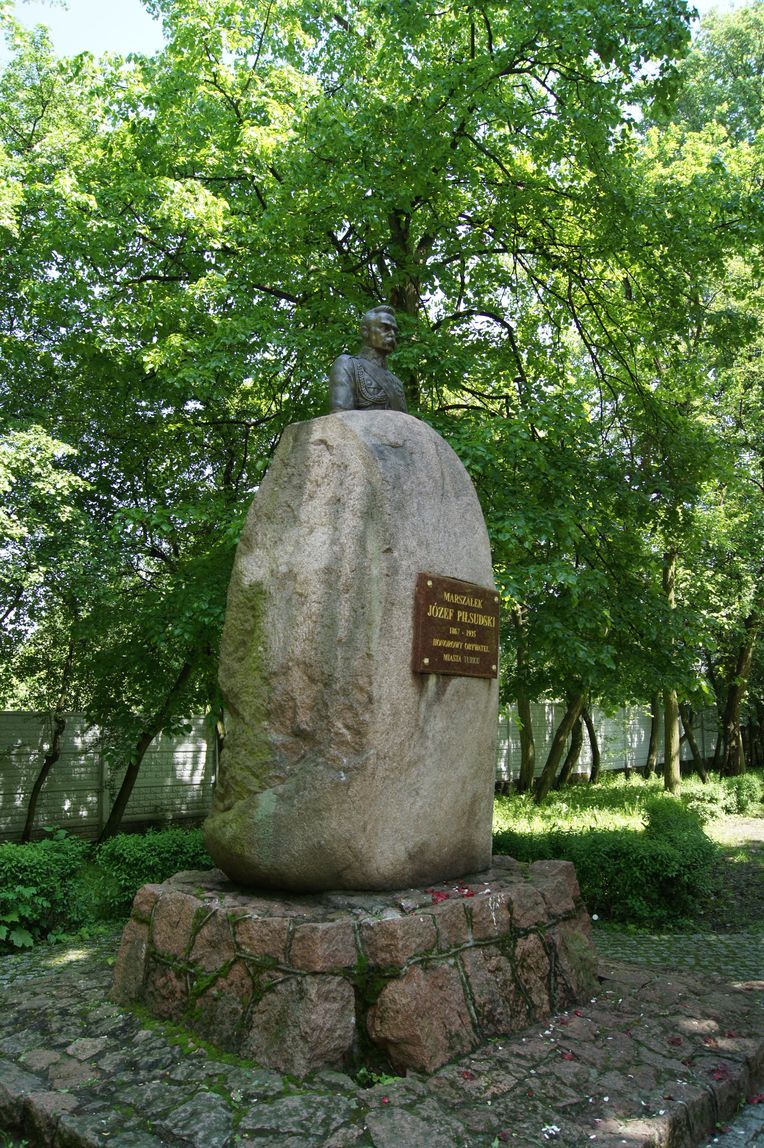
Tượng đài và phần bệ đỡ bằng đá (2010)
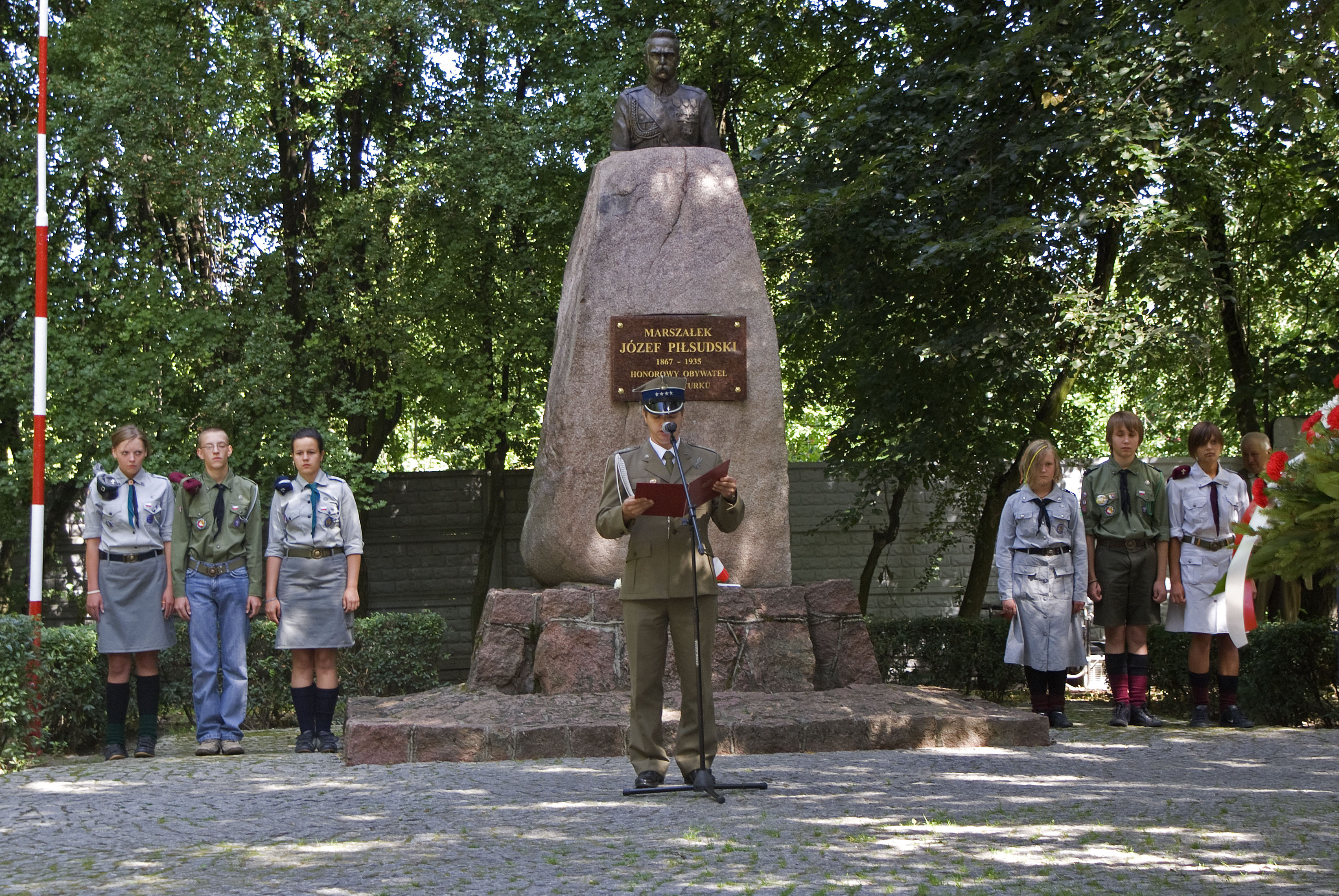
Lễ kỷ niệm Ngày quân đội Ba Lan (2009)